# Drugo ratno prvenstvo grada Zagreba u nogometu za 1918. godinu
Drugo ratno prvenstvo grada Zagreba u nogometu za 1918. godinu bilo je drugo nogometno natjecanje u Zagrebu nakon Prvenstva Hrvatske i Slavonije 1914. godine u organizaciji Odbora za priređivanje nogometnih utakmica u korist Crvenog križa. Prvenstvo je započelo 1. rujna 1918. godine. Pokrovitelj prvenstva bio je grof Marko Pejačević koji je darovao počasni pokal.

## Natjecateljski sustav
Za natjecanje se prijavilo 8 momčadi, te su po uzoru na inozemna prvenstva formirani I. i II. nogometni razred. U I. razredu 5 momčadi je jednokružnim natjecateljskim sustavom (pobjeda = 2 boda, neodlučeno = 1 bod, poraz = bez bodova) trebalo međusobnim utakmicama odlučivati o prvaku Zagreba.

## Rezultati
| rezultatska križaljka | GRA | HAŠ | ILI  | C-V  | CRO |
| --------------------- | --- | --- | ---- | ---- | --- |
| Građanski             | GRA | 4:2 | n.o. | 4:1  | 3:1 |
| HAŠK                  | -   | HAŠ | 4:0  | n.o. | 5:1 |
| Ilirija               | -   | -   | ILI  | n.o. | 4:1 |
| Concordia – Viktoria  | -   | -   | -    | COV  | 2:1 |
| Croatia               | -   | -   | -    | -    | CRO |

- n.o. – Utakmica nije odigrana

## Ljestvica učinka
| mj | naziv kluba          | uta | pob | neo | izg | pop | pri | bod |
| -- | -------------------- | --- | --- | --- | --- | --- | --- | --- |
| 1. | Građanski            | 3   | 3   | 0   | 0   | 11  | 4   | 6   |
| 2. | HAŠK                 | 3   | 2   | 0   | 1   | 11  | 5   | 4   |
| 3. | Ilirija              | 2   | 1   | 0   | 1   | 4   | 5   | 2   |
| 4. | Concordia - Viktoria | 2   | 1   | 0   | 1   | 3   | 5   | 2   |
| 5. | Croatia              | 4   | 0   | 0   | 4   | 4   | 14  | 0   |

- Prvenstvo nije završeno zbog političko društvenih promjena u državi. Skupština Hrvatskog športskog saveza naknadno je odlučila da o prvaku odluče međusobnim dvobojem Građanski i HAŠK

## Završnica
30. ožujka 1919. godine: Građanski - HAŠK 2:0

## Zanimljivo
Zbog nedostatka igrača Concordia i Viktorija natjecali su se kao jedna momčad pod imenom „Concordia-Viktoria“.